# نجد

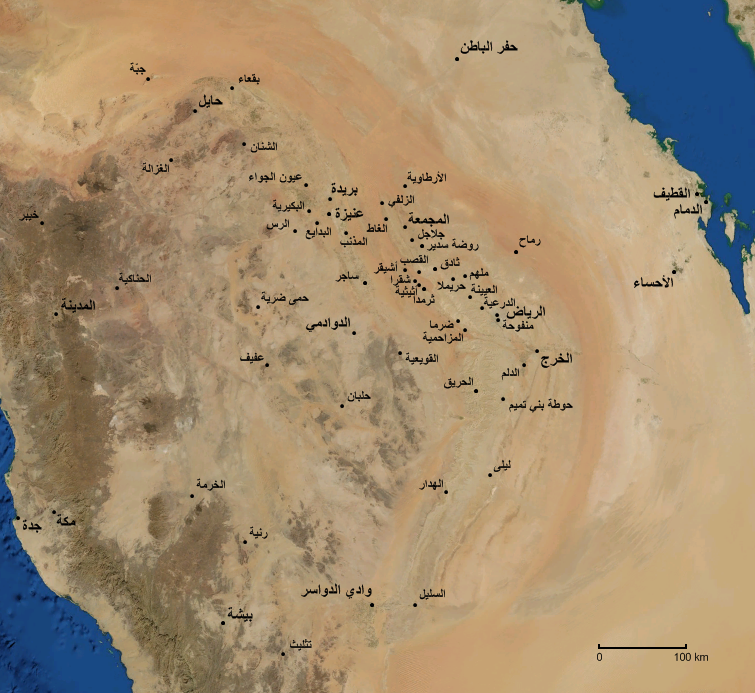
منطقه نجد

نَجد فلاتی است کوهستانی در کشور عربستان سعودی که ارتفاع آن بین ۷۵۰ تا ۱۵۰۰ متر می‌باشد، از شمال به عراق و کشور اردن، از جنوب به ربع الخالی، از مشرق به احساء و از مغرب به حجاز محدود است.
از این فلات چند وادی (درواه) عبور می‌کند که مهم‌ترین آنها «وادی رمه» و «وادی بنی حنیفه» است، و در آن واحه‌هایی وجود دارد که سکنه این فلات در کنار آن واحه‌ها بسر می‌برند. قبایل مهم ساکن نجد: عنیزه، و عِنِزَة، عتیبه، حرب، دواسر ، وقحطان ، و مطیر است.
بریده، عنیزه، سدیر، الخرج‌، حائل و ریاض پایتخت عربستان سعودی مهم‌ترین شهرهایی هستند که در فلات نجد قرار دارند.